# Známenka (Oriol)
Známenka (ruso: Зна́менка) es un asentamiento de tipo urbano de Rusia, perteneciente al raión de Oriol de la óblast de Oriol. Desde 2021, la localidad carece de ayuntamiento propio, al haberse constituido su raión como un ókrug municipal; hasta entonces formaba un ayuntamiento urbano sin pedanías.
En 2023, la localidad tenía una población de 9711 habitantes. Známenka es la localidad más poblada del raión y la única con estatus urbano, si bien la sede administrativa del raión se ubica en la vecina ciudad de Oriol, que no forma parte del raión y está constituida como un ókrug urbano aparte.
Se ubica en la periferia suroccidental de Oriol, en la salida de la ciudad de la carretera E105 que lleva a Kursk y Járkov. Al este del asentamiento se ubica la desembocadura del río Tson en el río Oká.

## Historia
Fue fundado como asentamiento de tipo urbano por la Unión Soviética en 1975, para albergar el instituto de investigación agrícola de Oriol y una granja de invernadero experimental. En el momento de su fundación tenía unos siete mil habitantes, y al finalizar el siglo llegó a superar los doce mil.